# Condado de Hoke
El condado de Hoke (en inglés, Hoke County) es un condado del estado de Carolina del Norte, Estados Unidos. Tiene una población estimada, a mediados de 2022, de 53 787 habitantes.
La sede del condado es Raeford.

## Geografía
Según la Oficina del Censo, el condado tiene una superficie total de 1014 km², de la cual 1010 km² corresponden a tierra firme y 4 km² están cubiertos de agua.

## Demografía

### Censo de 2020
Según el censo de 2020, en ese momento el condado tenía una población de 52 082 habitantes. El 40.38% de los habitantes eran blancos, el 32.19% eran afroamericanos, el 7.80% eran amerindios, el 1.44% eran asiáticos, el 0.41% eran isleños del Pacífico, el 7.16% eran de otras razas y el 10.62% son de una mezcla de razas. Del total de la población, el 14.76% eran hispanos o latinos de cualquier raza.

### Censo de 2000
En el 2000 los ingresos promedio de los hogares del condado eran de $33 230 y los ingresos promedio de las familias eran de $36 110. Los ingresos per cápita para el condado eran de $13 635. Los hombres tenían ingresos per cápita por $27 925 contra los $21 184 que percibían las mujeres. Alrededor del 17.70% de la población estaba bajo el umbral de pobreza nacional.

## Lugares

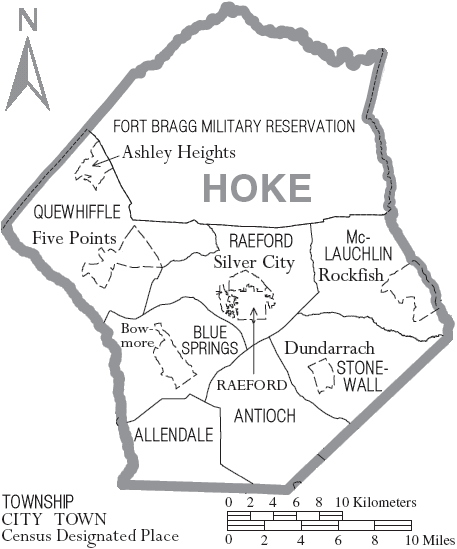
Mapa del condado de Hoke con sus subdivisiones territoriales (townships), ciudades y lugares designados por el censo (census-designated places, CDP)

### Ciudades
- Raeford

### Lugares designados por el censo (census-designated places,CDP)
- Ashley Heights
- Bowmore
- Dundarrach
- Five Points
- Rockfish
- Silver City

### Subdivisiones territoriales (townships)
El estado de Carolina del Norte no utiliza la herramienta de los townships como Gobiernos municipales.
El condado está organizado por la Oficina del Censo en siete subdivisiones exclusivamente geográficas (townships), a efectos meramente estadísticos: Allendale Township, Antioch Township, Blue Springs Township, McLauchlin Township, Raeford Township, Quewhiffle Township y Stonewall Township.